# Блон
Блон (фр. Blond) је насељено место у Француској у региону Лимузен, у департману Горња Вијена.
По подацима из 2011. године у општини је живело 750 становника, а густина насељености је износила 11,59 становника/km².

## Демографија
| 1962. | 1968. | 1975. | 1982. | 1990. | 2011. |
| ----- | ----- | ----- | ----- | ----- | ----- |
| 1.218 | 1.038 | 884   | 727   | 681   | 750   |